# Factoryville
Factoryville é um distrito localizado no estado norte-americano de Pensilvânia, no Condado de Wyoming.

## Demografia
Segundo o censo norte-americano de 2000, a sua população era de 1144 habitantes.
Em 2006, foi estimada uma população de 1151, um aumento de 7 (0.6%).

## Geografia
De acordo com o United States Census Bureau tem uma área de
1,9 km², dos quais 1,9 km² cobertos por terra e 0,0 km² cobertos por água. Factoryville localiza-se a aproximadamente 347 m acima do nível do mar.

## Localidades na vizinhança
O diagrama seguinte representa as localidades num raio de 12 km ao redor de Factoryville.